# Ici Najac, à vous la terre
Pour les articles homonymes, voir Najac.
Série
La Vie comme elle va
(2004) Y'a pire ailleurs
(2011)
Pour plus de détails, voir Fiche technique et Distribution.
Ici Najac, à vous la terre est un documentaire français réalisé par Jean-Henri Meunier et sorti en 2006.

## Synopsis
Suite de La Vie comme elle va où l'on retrouve la vie quotidienne de quelques habitants du village de Najac dans le département de l'Aveyron croisés dans le premier opus de la trilogie aveyronnaise de J.-H. Meunier, plus quelques-uns, toujours aussi touchants et débordants de savoureuse humanité, d'humour, de simplicité, de poésie et de bon sens champêtre.

## Fiche technique
- Titre : Ici Najac, à vous la terre
- Réalisation : Jean-Henri Meunier
- Scénario : Jean-Henri Meunier
- Photographie : Jean-Henri Meunier
- Montage : Yves Deschamps
- Montage son : Stratos Gabrielidis
- Mixage : Patrick Ghislain
- Son : Jean-Henri Meunier
- Bruitage : Gadou Naudin
- Étalonnage : Nicolas Cuau
- Producteur exécutif : Katlène Delzant
- Sociétés de production : Little Bear et Artistic images
- Distribution : Océan Films
- Durée : 97 minutes
- Date de sortie : France - 7 juin 2006

## Distribution
- Henri Sauzeau
- Serge Itkine
- Samuel Itkine
- Arnaud Barre
- Robert Roussel
- Henri Dardé
- Simone Dardé
- Jean-Louis Raffy
- Jacky Dejonghe
- Christopher Gillard
- Hubert Bouyssière
- Dominique Saouly
- Christian Lombard

## Distinctions
- Festival de Cannes 2006 (sélection hors compétition)[1],[2]
- Festival Échos d'ici, échos d'ailleurs, sur les pas de Christophe de Ponfilly de Labastide-Rouairoux (sélection)[3]